# Ministère fédéral de l'Enseignement (Autriche)
Pour les articles homonymes, voir Ministère de l'Enseignement.
Le ministère fédéral de l'Éducation (en allemand : Bundesministerium für Bildung, BMB) est le département ministériel responsable de l'éducation en Autriche.
Il est dirigé depuis le 3 mars 2025 par le libéral Christoph Wiederkehr.

## Compétences
Le BMBWF est compétent en matière d'affaires scolaires, notamment l'entretien des bâtiments, la lutte contre l'échec scolaire, la formation des enseignants et les jardins d'enfants, d'éducation, de sciences, de recherche scientifique et d'enseignement supérieur, notamment les universités et les écoles supérieures, les institutions scientifiques et les organismes de recherche, les bourses d'études et la vie étudiante, la mobilité internationale et européenne de la recherche scientifique, de sciences de la vie, de promotion des alternatives aux expériences sur les animaux, et de fondations scolaires et à but scientifique.

## Histoire
Le premier département ministériel autrichien chargé de l'éducation apparaît en 1848 dans la partie autrichienne de l'Autriche-Hongrie sous le nom de ministère de l'Enseignement public. Renommé ministère de l'Éducation et de l'Enseignement dès l'année suivante, son activité est suspendue de 1861 à 1867, puis il est fusionné avec divers ministères pour former l'office d'État en 1918, à l'occasion de l'indépendance de l'Autriche.
En 1919, il reste uni au seul ministère fédéral de l'Intérieur et constitue alors le ministère fédéral de l'Intérieur et de l'Enseignement. Il reprend son autonomie en 1923, mais disparaît quinze ans plus tard, à la suite de l'annexion de l'Autriche par l'Allemagne. Il réapparaît dès le rétablissement du pays, en 1945.
Il est rebaptisé ministère fédéral de l'Enseignement et des Arts en 1970, puis voit ses compétences (et son titre) élargies aux sports en 1985. Il les perd dès 1991 et devient trois ans plus tard le ministère fédéral de l'Enseignement et des Affaires culturelles. Avec l'arrivée au pouvoir en 2000 de la première coalition noire-bleue, il fusionne avec le ministère fédéral de la Science pour former le ministère fédéral de l'Éducation, de la Science et de la Culture.
La grande coalition qui se forme en 2007 décide de séparer de nouveau ces deux départements, créant le « ministère fédéral de l'Enseignement, des Arts et de la Culture ». Devenu entre 2013 et 2016 le ministère fédéral de l'Éducation et des Femmes, il prend le nom de ministère fédéral de l'Éducation jusqu'en décembre 2017. Il est alors de nouveau fusionné avec le ministère fédéral de la Science et de la Recherche.

## Titulaires depuis 1945
| Nom | Nom                     | Dates du mandat | Dates du mandat | Parti | Gouvernement(s)                          |
| --- | ----------------------- | --------------- | --------------- | ----- | ---------------------------------------- |
| | Ernst Fischer           | 27/04/1945      | 20/12/1945      | KPÖ   | Renner                                   |
| | Felix Hurdes            | 20/12/1945      | 23/01/1952      | ÖVP   | Figl I et II                             |
| | Ernst Kolb              | 23/01/1952      | 31/10/1954      | ÖVP   | Figl II et III Raab I                    |
| | Heinrich Drimmel        | 31/10/1954      | 02/04/1964      | ÖVP   | Raab I, II, III et IV Gorbach I et II    |
| | Theodor Piffl-Percevic  | 02/04/1964      | 02/06/1969      | ÖVP   | Klaus I et II                            |
| | Alois Mock              | 02/06/1969      | 03/03/1970      | ÖVP   | Klaus II                                 |
| | Leopold Gratz           | 21/04/1970      | 19/10/1971      | SPÖ   | Kreisky I                                |
| | Fred Sinowatz           | 04/11/1971      | 24/04/1983      | SPÖ   | Kreisky II, III et IV                    |
| | Helmut Zilk             | 24/05/1983      | 10/09/1984      | SPÖ   | Sinowatz                                 |
| | Herbert Moritz          | 11/09/1984      | 25/11/1986      | SPÖ   | Sinowatz Vranitzky I                     |
| | Hilde Hawlicek          | 21/01/1987      | 09/10/1990      | SPÖ   | Vranitzky II                             |
| | Rudolf Scholten         | 17/12/1990      | 11/10/1994      | SPÖ   | Vranitzky III                            |
| | Erhard Busek            | 29/11/1994      | 04/05/1995      | ÖVP   | Vranitzky IV                             |
| | Elisabeth Gehrer        | 04/05/1995      | 11/01/2007      | ÖVP   | Vranitzky IV et V Klima Schüssel I et II |
| | Claudia Schmied         | 11/01/2007      | 16/12/2013      | SPÖ   | Gusenbauer Faymann I                     |
| | Gabriele Heinisch-Hosek | 16/12/2013      | 17/05/2016      | SPÖ   | Faymann II                               |
| | Sonja Hammerschmid      | 18/05/2016      | 18/12/2017      | SPÖ   | Kern                                     |
| | Heinz Fassmann          | 18/12/2017      | 03/06/2019      | Sans  | Kurz I                                   |
| | Iris Eliisa Rauskala    | 03/06/2019      | 07/01/2020      | Sans  | Bierlein                                 |
| | Heinz Fassmann          | 07/01/2020      | 06/12/2021      | Sans  | Kurz II Schallenberg                     |
| | Martin Polaschek        | 06/12/2021      | 03/03/2025      | Sans  | Nehammer                                 |
| | Christoph Wiederkehr    | 03/03/2025      | En fonction     | NEOS  | Stocker                                  |
| Titre du portefeuille : - 2017-2025 : Éducation, Science et Recherche (Bildung, Wissenschaft und Forschung) |                         |                 |                 |       |                                          |